# Cassia aldabrensis
Cassia aldabrensis é uma espécie de legume da família Leguminosae.
Apenas pode ser encontrada nas Seychelles.
Esta espécie está ameaçada por perda de habitat.